# Karaman
La città di Karaman, in precedenza chiamata Larende o Laranda (greco antico τὰ Λάρανδα), è una città della Turchia di ca. 100 000 abitanti capitale dell'omonima provincia.

## Storia

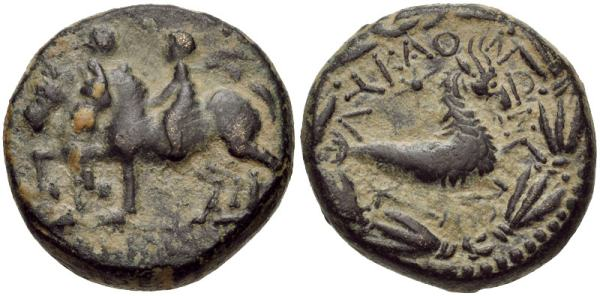
Moneta dei principi commageni Gaio Giulio Archelao Antioco Epifane e Callinico, coniata nella zecca di Laranda nel 72.

Karaman deve il suo nome al clan turcomanno dei Karamanidi (in turco Karamanoğulları), che la conquistò nel 1250 creando il Beilikato di Karaman, che rimase molto influente nella regione per oltre due secoli, fino alla sua annessione alla fine del XV secolo da parte dell'Impero ottomano ad opera di Mehmet I.

## Sport

### Calcio
La principale società calcistica della città è il Karaman Spor Kulübü, che gioca le partite casalinghe allo Stadio Kemal Kaynaş.